# Ricordi... Nel sole
Ricordi... Nel sole è un album in studio di Al Bano, pubblicato nel 1979.

## Descrizione
Contiene nuove versioni di canzoni incise per la prima volta nel periodo 1966-1972.

## Tracce
1. Io di notte (Albano Carrisi, Alessandro Colombini)
2. Caro, caro amore (Conz, Vito Pallavicini, Pino Massara)
3. Quel poco che ho (Luciano Beretta, Albano Carrisi, Detto Mariano)
4. Bianca di luna (Albano Carrisi, Pino Massara, Alessandro Colombini)
5. Il ragazzo che sorride (Vito Pallavicini, Mikīs Theodōrakīs)
6. Nel sole (Albano Carrisi, Pino Massara, Vito Pallavicini)
7. E il sole dorme (Albano Carrisi, Vito Pallavicini)
8. Pensando a te (Albano Carrisi, Vito Pallavicini)
9. O sole mio (Giovanni Capurro, Eduardo Di Capua)
10. Mattino (Ruggero Leoncavallo, Vito Pallavicini)
11. Storia di due innamorati (con Romina Power) (Albano Carrisi, Vito Pallavicini)
12. 13, storia d'oggi  (Albano Carrisi, Vito Pallavicini)